# Laval-du-Tarn
Laval-du-Tarn là một xã ở tỉnh Lozère trong vùng Occitanie, phía nam nước Pháp. Khu vực này có độ cao trung bình 810 mét trên mực nước biển.